# 岐阜県道122号・愛知県道186号御嵩犬山線
岐阜県道122号・愛知県道186号御嵩犬山線（ぎふけんどう122ごう・あいちけんどう186ごう みたけいぬやません）は、岐阜県可児郡御嵩町上恵土の国道21号上恵土交差点から可児市を経由して愛知県犬山市に至る県道である。途中岐阜県道64号可児金山線、国道248号、国道41号（名濃バイパス）などと接続する。

## 概要
起点から愛知県犬山市善師野までは、江戸時代に中山道伏見宿と名古屋城下を結んだ旧上街道のルートにほぼ一致している。

### 路線データ
- 起点：岐阜県可児郡御嵩町 上恵土交差点（国道21号交点）
- 終点：愛知県犬山市大字犬山 （愛知県道27号春日井各務原線（木曽街道）交点）

## 路線状況

### 別名
- 木曽街道（愛知県犬山市、岐阜県可児市）
- 犬山街道（愛知県犬山市、岐阜県可児市、御嵩町、八百津町）
- 稲置街道（愛知県犬山市、岐阜県可児市、御嵩町、八百津町）

### 重複区間
- 愛知県道64号一宮犬山線（犬山市 富岡交差点・犬山駅東交差点間）

## 地理

### 通過する自治体
- 岐阜県
  - 可児郡御嵩町 - 可児市
- 愛知県
  - 犬山市

### 交差する道路
- 国道21号（可児郡御嵩町 上恵土交差点）
- 国道21号：可児御嵩バイパス（可児郡御嵩町上恵土）
- 岐阜県道64号可児金山線（可児市 子守神社南交差点）
- 岐阜県道84号土岐可児線（可児市 可茂南消防署前交差点）
- 国道248号（可児市 新広瀬橋西交差点）
- 国道41号：名濃バイパス（可児市 菅刈交差点）
- 岐阜県道349号菅刈今渡線（可児市菅刈）
- 愛知県道189号善師野多治見線（犬山市 愛岐交差点）
- 愛知県道188号善師野西北野線（犬山市善師野1丁目）
- 愛知県道64号一宮犬山線（犬山市 富岡交差点、犬山駅東交差点）
- 愛知県道27号春日井各務原線：木曽街道（犬山市大字犬山）